# Y RNA
Y RNAはヒトのRo RNPの構成因子の一つとして同定された約100塩基のノンコーディングRNAである。Y RNAはバクテリアから線虫、ヒトまで進化的に保存されており、Deinococcus radiodurans・線虫では一種類、マウス・ラットでは2種類、アフリカツメガエルとヒトでは4種類確認されている。Y RNAは5’側と3’側に保存された配列を持っており、ステム—ループ構造を組む保存された配列の一部にRoタンパク質が結合する。また、3’末端のポリU構造にはLaタンパク質が結合し、Y RNAの安定性を保っている。二次構造を組むとステム構造とシチジンのバルジ構造をすべてのY RNAで共通に持っている。
Y RNAの機能は長い間不明であったが、ここ十年の間にいくつかのノンコーディングRNAの品質管理に機能することがわかってきた。また最近では、ヒトのY RNAがDNA複製の開始において複製効率に関わっているとの報告もある。アフリカツメガエル(X. laevis)では、胚発生において中期胞胚変移後のDNA複製にY RNAが必要不可欠であることがわかっている。